# Eugenio Cárdenas
Eugenio Cárdenas (Carmen de Areco, Provincia de Buenos Aires, 6 de septiembre de 1891 – Buenos Aires, ídem, 1 de enero de 1952), cuyo nombre real era Acencio Eugenio Rodríguez, fue un poeta, letrista y guitarrista argentino dedicado al género del tango. Escribió la letra de más de 500 obras, 29 de las cuales fueron grabadas por Carlos Gardel.

## Vida personal
Sus padres fueron Santos Reyes Rodríguez y Magdalena Cárdenas y siempre firmó sus obras con el seudónimo formado con su segundo nombre y el apellido materno. Se radicó en la ciudad de Buenos Aires en los primeros años del siglo XX y estuvo casado con Genoveva Sánchez, hasta su fallecimiento.

## Actividad profesional
Desde los 14 años escribió versos y en la revista El Hogar del 9 de julio de 1915 se publicaron sus décimas con el título de Versos. Siguió durante un tiempo colaborando allí, así como en otras publicaciones tales como Fray Mocho, PBT, El Alma Argentina, Clarinada y El Alma que Canta, hasta que a comienzos de la década de 1920 se volcó al cancionero popular.
Sabía música, fue buen ejecutante de la guitarra criolla y tarareaba a media voz, con mucha finura, cuando componía alguna canción o creaba una melodía. En 1919 integró el conjunto gaucheso Gloria, patria y tradición, una agrupación tradicionalista del barrio de Parque Patricios de Buenos Aires, la misma donde había comenzado su actividad el guitarrista Guillermo Barbieri. Obtenía su sustento económico de las clases que daba como profesor de guitarra y preparando recetas en una farmacia de barrio además del cobro de derechos de autor, que por ese tiempo eran escasos.
El 11 de diciembre de 1925 se afilió a la Asociación de Autores y Compositores de Música que en 1936 fue una de las entidades fundadoras de la Sociedad Argentina de Autores y Compositores de Música y al fallecer quedaron registradas más de 500 obras con letras de su autoría, de las cuales unas 80 fueron grabadas o ejecutadas en la radiofonía. Colaboró con distintos artistas que musicalizaron sus letras; con José María Aguilar, compuso la ranchera Mañanita de campo; con Guillermo Barbieri, Trovas, Guaminí, Tierra hermana, Besos que matan, Barrio viejo, Lunático, el vals Alicia, el estilo Salve patria y el shimmy Qué lindo es el shimmyy; con Paquita Bernardo, Soñando; con Samuel Castriota, Vieja milonga;con Miguel Correa hizo Flor de cardo; con Gardel y José Razzano, Ave sin rumbo; con Esteban González, el shimmy Sonrisas; con Hugo L'Eveque, Meditando; con Pascual Mazzeo, Vida amarga; con Justo Morales, Bajo el parral; con Ciriaco Ortiz, Sueños; con José Pécora, El pibe; con Ángel Domingo Riverol, Falsas promesas y el vals Mala suerte; con Juan Rosito, Tu mirada; con  Rafael Rossi los tangos Por el llano, Ave cantora, Perdonada, La milonga y los más conocidos Fiesta criolla y Senda florida, además del vals Rosas de abril; con José y Luis Servidio, Trapito; con Alberto Tavarozzi, Te fuiste hermano; con Nicolás Verona, Una lágrima; el vals Los arrieros cuya letra musicalizaron Agustín Magaldi y Pedro Noda; Será posible, con Guillermo Barbieri; el vals Al pie de tu reja con Barbieri y Rafael Rossa, que registró en 1928 el dúo Ruiz-Acuña; En tu florido balcón, con Rafael Rossa que en 1931 grabó Corsini; Vida rea, con Nicolás Vaccaro y las de su exclusiva autoría La tirana y Fuego y ceniza, esta última grabada por Canaro.
Cárdenas le puso letra a las músicas previas de Sábado inglés de Juan Maglio (Pacho) y de Queja gaucha de Augusto Berto. También escribió la segunda letra conocida del tango 9 de julio que había creado José Luis Padula, que fue grabada íntegra en 1964 por Alberto Marino con la orquesta de Osvaldo Tarantino; anteriormente el estribillo, cantado por Teófilo Ibáñez había sido incluido en la versión grabada en 1931 por la Orquesta Típica Brunswick. Es la única que alude a la fecha patria y hay dos versiones hechas por Cárdenas. En 1961 los sucesores de Padula iniciaron juicio para excluir los versos agregados por Bayardo y por Cárdenas, que finalizó con un acuerdo por el cual deben figurar las dos letras juntas en la partitura compartiendo la autoría de la obra.
Coincidió con Gardel en una reunión de autores y compositores y cuando Guillermo Barbieri le comentó al cantor sobre la presencia de Cárdenas, a quien no conocía personalmente aunque ya había grabado obras suyas, Gardel fue a su encuentro, le dio un abrazo al asombrado poeta y le expresó cuánto estimaba su obra. Fueron 29 las obras de Cárdenas que registró Gardel en el disco entre 1925 y 1931, mayormente acompañado por guitarras pero también en alguna oportunidad con la orquesta de Francisco Canaro: Alicia, Ave cantora, Ave sin rumbo, Barrio viejo, Besos que matan,  Falsas promesas, Fiesta criolla, Guaminí, Mala suerte, Mañanita de campo, Meditando, La milonga, Perdonada,  El pibe, Por el llano, Qué lindo es el shimmy, Rosas de abril, Salve, patria, Senda florida, Sonrisas, Soñando, Sueños, Te fuiste hermano, Tierra hermana, Trapito, Trovas, Tu mirada, Una lágrima, con música de Nicolás Verona, y Vida amarga.
Además de Gardel, otros artistas de su época que ejecutaron y difundieron sus obras fueron Ignacio Corsini y las cancionistas Patrocinio Díaz y Azucena Maizani.
Eugenio Cárdenas falleció en el Hospital de Clínicas José de San Martín en Buenos Aires, donde estaba internado en estado delicado por un problema cardíaco, el 1° de enero de 1952. Una calle de Carmen de Areco lleva su nombre como homenaje.